# جاحة (بعدان)

تعديل مصدري - تعديل

جاحة هي إحدى قرى عزلة بني منصور بمديرية بعدان التابعة لمحافظة إب، بلغ تعداد سكانها 213 نسمة حسب تعداد اليمن لعام 2004.